# Polybos (König)
Polybos (altgriechisch Πόλυβος Pólybos), der Sohn des Hermes und der Chthonophyle, war in der griechischen Mythologie König von Sikyon, nach anderen, wohl jüngeren, Traditionen König von Korinth. Seltener wurde er in Tenea oder in der Phokis bzw. Böotien lokalisiert. Die Mythen um Polybos gehören zum thebanischen Sagenkreis.
In seine Herrschaft fällt der Fund eines Kindes. Aufgrund seiner geschwollenen Füße wurde es Ödipus (Schwellfuß) genannt. Hirten fanden es im Kithairon-Gebirge und brachten es seiner Gattin Periboia. Laut Hyginus fand sie selbst das Kind am Meer. Da die Ehe kinderlos war, nahmen sie es an und zogen es wie ihr eigenes auf. Später hatten sie eigene Töchter: Alkinoë, Lysianassa und Amphithea. Amphithea heiratete Adrastos, den König von Argos. Als dieser aus seiner Heimat vertrieben wurde, floh er zu Polybos und übernahm nach dessen Tode die Herrschaft über das Reich.
Nach Sophokles war die Frau des Polybos und Amme des Ödipus Merope.
Eusebius von Caesarea schreibt Polybos je nach Überlieferung zwischen 40 und 45 Regierungsjahre zu.